# Hunting Simulator
Hunting Simulator est un jeu vidéo de simulation de chasse développé par Neopica et édité par Bigben Interactive, sorti en 2017 sur Windows, Nintendo Switch et Xbox One.

## Système de jeu
Le jeu consiste à se balader dans différentes cartes (savane, Toundra, la plaine européenne, etc.)
et de chercher les animaux demandés par la mission (ours ,sanglier, cerf ou même les oies et canards). Pour remplir la mission, il faut prélever l'animal en question.
Le score est ensuite calculé en fonction des dégâts des organes de l'animal, l'efficacité de la mise à mort....

## Accueil
- Jeuxvideo.com : 9/20[1]